# Ошорхей
Ошорхей (рум. Oșorhei) — село у повіті Біхор в Румунії. Адміністративний центр комуни Ошорхей.
Село розташоване на відстані 428 км на північний захід від Бухареста, 8 км на південний схід від Ораді, 122 км на захід від Клуж-Напоки.

## Населення
За даними перепису населення 2002 року у селі проживали 2803 особи.
Національний склад населення села:
| Національність | Кількість осіб | Відсоток |
| -------------- | -------------- | -------- |
| румуни         | 1575           | 56,2%    |
| угорці         | 889            | 31,7%    |
| цигани         | 289            | 10,3%    |
| євреї          | 34             | 1,2%     |
| словаки        | 15             | 0,5%     |

Рідною мовою назвали:
| Мова      | Кількість осіб | Відсоток |
| --------- | -------------- | -------- |
| румунська | 1761           | 62,8%    |
| угорська  | 892            | 31,8%    |
| циганська | 135            | 4,8%     |
| словацька | 14             | 0,5%     |